# Mark Milligan
Mark Daniel Milligan, född 4 augusti 1985 i Sydney, är en australisk före detta fotbollsspelare.

## Karriär

### Southend United
Den 1 juli 2019 värvades Milligan av Southend United, där han skrev på ett ettårskontrakt.

### Macarthur FC
Den 30 juli 2020 blev Milligan klar för en återkomst i Australien då han skrev på ett tvåårskontrakt med Macarthur FC. I oktober 2020 blev Milligan utsedd till lagkapten inför klubbens första säsong i A-League. Han debuterade och gjorde ett mål den 30 december 2020 i en 1–0-vinst över Western Sydney Wanderers.
Den 2 juni 2021 meddelade Milligan att han skulle avsluta sin fotbollskarriär i slutet av säsongen 2020/2021 och därefter bli en del av Macarthurs ledartrupp.

## Karriärstatistik

### Landslag
| Australien | Australien | Australien |
| År         | Matcher    | Mål        |
| ---------- | ---------- | ---------- |
| 2006       | 3          | 0          |
| 2007       | 2          | 0          |
| 2008       | 1          | 0          |
| 2009       | 2          | 0          |
| 2010       | 2          | 1          |
| 2011       | 2          | 0          |
| 2012       | 6          | 1          |
| 2013       | 8          | 0          |
| 2014       | 7          | 0          |
| 2015       | 11         | 2          |
| 2016       | 9          | 1          |
| 2017       | 11         | 1          |
| 2018       | 10         | 0          |
| 2019       | 6          | 0          |
| Totalt     | 80         | 6          |

### Landslagsmål
| #  | Datum            | Arena                                           | Motståndare  | Mål | Resultat | Tävling                                 |
| -- | ---------------- | ----------------------------------------------- | ------------ | --- | -------- | --------------------------------------- |
| 1. | 3 mars 2010      | Suncorp Stadium, Brisbane, Australien           | Indonesien   | 1–0 | 1–0      | Kvalet till asiatiska mästerskapet 2011 |
| 2. | 7 december 2012  | Mong Kok Stadium, Mong Kok, Hongkong            | Guam         | 8–0 | 9–0      | Östasiatiska mästerskapet 2013          |
| 3. | 13 januari 2015  | Stadium Australia, Sydney, Australien           | Oman         | 3–0 | 4–0      | Asiatiska mästerskapet 2015             |
| 4. | 8 september 2015 | Pamir Stadium, Dusjanbe, Tadzjikistan           | Tadzjikistan | 1–0 | 3–0      | Kvalet till VM 2018                     |
| 5. | 24 mars 2016     | Adelaide Oval, Adelaide, Australien             | Tadzjikistan | 3–0 | 7–0      | Kvalet till VM 2018                     |
| 6. | 22 juni 2017     | Krestovskij stadion, Sankt Petersburg, Ryssland | Kamerun      | 1–1 | 1–1      | Fifa Confederations Cup 2017            |